# Harduf
Harduf (hebrejsky הַרְדּוּף, anglicky Harduf) je vesnice typu kibuc v Izraeli, v Severním distriktu, v Oblastní radě Jizre'elské údolí.

## Geografie
Leží v nadmořské výšce 214 metrů pahorcích Dolní Galileji, při potoku Nachal Cipori.
Vesnice se nachází cca 6 kilometrů severovýchodně od města Kirjat Tiv'on, cca 85 kilometrů severovýchodně od centra Tel Avivu a cca 18 kilometrů východně od Haify. Harduf obývají Židé, přičemž osídlení v tomto regionu je převážně arabské. Rozkládají se tu četné vesnice obývané izraelskými Araby, včetně měst jako Šfaram (cca 4 kilometry severním směrem) nebo Ka'abija-Tabaš-Chadžadžra (2 kilometry jihovýchodně od kibucu).
Harduf je na dopravní síť napojen pomocí lokální silnice, která na severu vede k městu Šfaram, u kterého ústí do dálnice číslo 79.

## Dějiny
Harduf byl založen v roce 1982. Osadníci pak dva roky provizorně pobývali ve vesnici Lavon poblíž města Karmiel. Do nynější lokality se nastěhovali roku 1984.
Kibuc provozuje terapeutické zařízení pro postižené děti a školu organizovanou na bázi waldorfské pedagogiky. Vesnice dále produkuje organické potraviny. Nachází se tu vegetariánská restaurace. Kibuc také organizuje školské projekty zaměřené na společné vzdělávání Židů a Arabů.

## Demografie
Obyvatelstvo kibucu Harduf je nábožensky založené, ale s orientací na alternativní filozofické směry. Podle údajů z roku 2014 tvořili naprostou většinu obyvatel v Harduf Židé – cca 900 osob (včetně statistické kategorie „ostatní“, která zahrnuje nearabské obyvatele židovského původu, ale bez formální příslušnosti k židovskému náboženství, cca 1000 osob).
Jde o menší sídlo vesnického typu s dlouhodobě rostoucí populací. K 31. prosinci 2014 zde žilo 1002 lidí. Během roku 2014 populace klesla o 3,5 %.
| Rok            | 1983 | 1995 | 2001 | 2003 | 2004 | 2005 | 2006 | 2007 | 2008 | 2009 | 2010 | 2011 | 2012 | 2013 | 2014 |
| -------------- | ---- | ---- | ---- | ---- | ---- | ---- | ---- | ---- | ---- | ---- | ---- | ---- | ---- | ---- | ---- |
| Počet obyvatel | 39   | 182  | 302  | 366  | 385  | 415  | 431  | 454  | 463  | 1004 | 991  | 1030 | 1019 | 1038 | 1002 |